# ییژی کورمانیک
ییژی کورمانیک (چکی: Jiří Kormaník; ۲۶ مارس ۱۹۳۵ – ۳ نوامبر ۲۰۱۷) کشتی‌گیر اهل چکسلواکی بود.
وی در مسابقات کشوری و بین‌المللی در مجموع برندهٔ ۱ مدال نقره، ۲ مدال برنز شده‌است.